# 3755 Lecointe
3755 Lecointe је астероид главног астероидног појаса чија средња удаљеност од Сунца износи 2,246 астрономских јединица (АЈ).
Апсолутна магнитуда астероида је 13,9.